# 鴻ノ巣村
鴻ノ巣村（こうのすむら）は、かつて新潟県西蒲原郡にあった村。1901年11月1日の合併によって消滅し、現在は燕市、新潟市西蒲区の一部となっている。
以下の記述は合併直前当時の旧鴻ノ巣村に関しての記述であり、現在では名称等が異なる場合がある。なお、ここに記述されていない内容に関しては燕市、新潟市などの記事を参照。

## 沿革
- 1889年（明治22年）4月1日 - 町村制施行に伴い西蒲原郡鴻巣村、本町村、原村が合併し、鴻ノ巣村が発足。
- 1901年（明治34年）11月1日 - 村域を二分割し、次のように近隣自治体と合併して消滅。
  - 大字鴻ノ巣 → 西蒲原郡吉田村、太花野村（一部）と合併し吉田村を新設
  - 大字本町・原 → 西蒲原郡和納村と合併し和納村を新設
- 1960年（昭和35年）
  - 1月20日 - 和納村が西蒲原郡岩室村と合併し、岩室村を新設。
  - 4月1日 - 旧村域の大字本町が岩室村から分離され、西蒲原郡吉田町に編入。

## 地域
鴻ノ巣村は、合併した村名を継承する以下の大字で構成される。
原（はら）

1889年（明治22年）まであった原村の区域。現在の新潟市西蒲区原。
本町（もとまち）

1889年（明治22年）まであった の区域。現在の燕市本町。
鴻巣（こうのす）

1889年（明治22年）まであった の区域。現在の燕市鴻巣。